# Dals-Eds distrikt
Dals-Eds distrikt är ett distrikt i Dals-Eds kommun och Västra Götalands län. 
Distriktet ligger i och omkring Dals-Ed. 

## Tidigare administrativ tillhörighet
Distriktet inrättades 2016 och utgörs av socknen Dals-Ed i Dals-Eds kommun
Området motsvarar den omfattning Dals-Eds församling hade vid årsskiftet 1999/2000.